# Corsiaceae
Corsiaceae nom. cons, biljna porodica u redu ljiljanolike. Ime je dobila po rodu Corsia raširenom po Novoj Gvineji, Queenslandu, Solomonovim otocima i Bizmarkovom arhipelagu. Ostala dva roda su monotipska. Rod Arachnitis, s vrstom A. uniflora, raste po južnim predjelima Južne Amerike, a Corsiopsis kojega uključuju i u Burmaniaceae u jugoistočnojn Kini.
Ukupno 27 priznatih vrsta

## Rodovi
1. Genus Arachnitis Phil.
2. Genus Corsia Becc.
3. Genus Corsiopsis D.X.Zhang, R.M.K.Saunders & C.M.Hu